# Clapra ero
Clapra ero là một loài bướm đêm trong họ Noctuidae.